# Genio guastatori

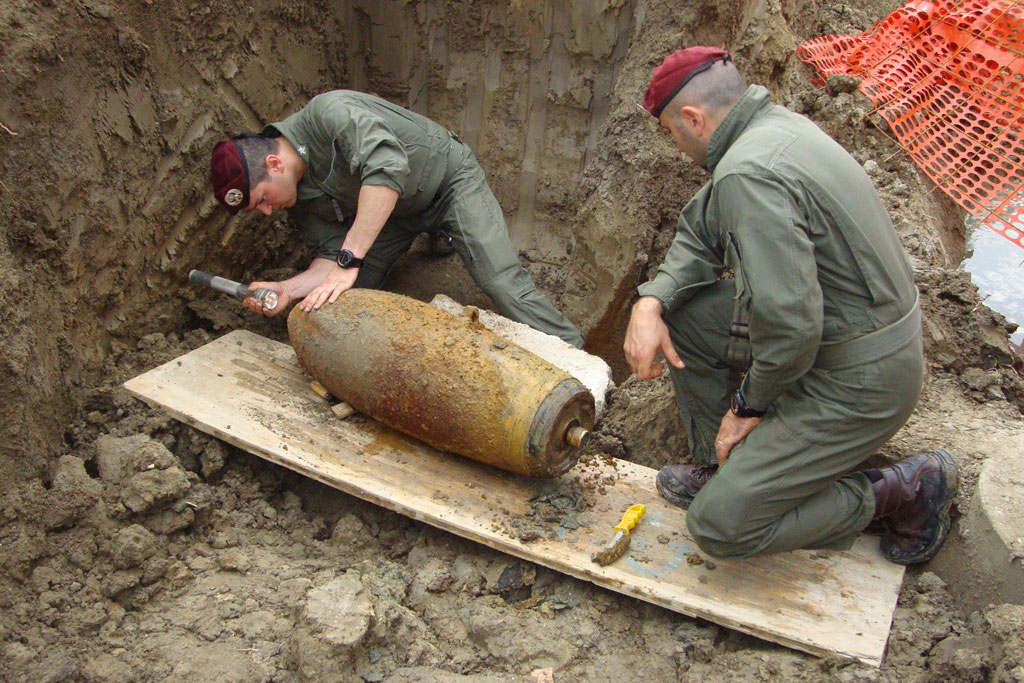
Guastatori della "Folgore" disinnescano ordigno inesploso

Il Genio guastatori è una specialità dell'Arma del genio dell'Esercito Italiano, che supporta le truppe combattenti, composta da "guastatori", militari specializzati nell’attacco e nella difesa di opere fortificate, ma anche nel distruggere mezzi corazzati, piazzare e disinnescare ordigni.

## Storia

### Nel Regio esercito

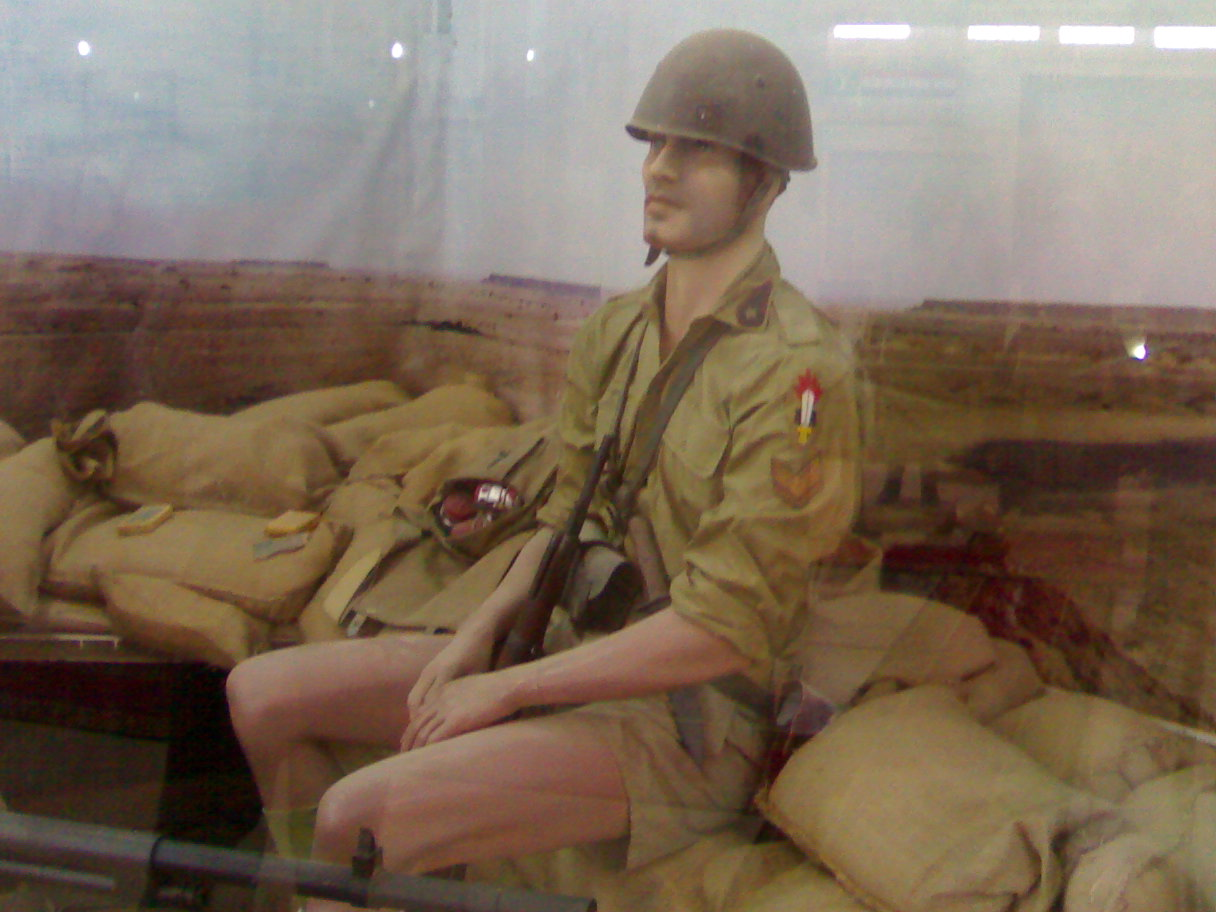
Guastatori della seconda guerra mondiale al museo di El Alamein

La specialità guastatori sorse anche in Italia, a partire dal luglio 1940, quando elementi del genio artieri  vennero inviati alla Scuola Guastatori creata a Civitavecchia, zona Campo dell'Oro, creata dal colonnello Piero Steiner e ispirata dai “Genieri d’assalto” tedeschi e dagli "Arditi del genio" italiani della prima guerra mondiale per esser addestrati al particolare compito di avvicinarsi alle opere fortificate nemiche, e collocare cariche esplosive nei punti più vulnerabili (feritoie, porte, botole), attendere l'esplosione a pochi metri di distanza e quindi, con l'appoggio di armi d'assalto (fucili d'assalto, mitragliatrici, lanciafiamme, mortai e bombe a mano), irrompere attraverso la breccia aperta. Condizioni necessarie per la riuscita dell'assalto erano: sorpresa, temerarietà, pianificazione, sincronizzazione e rapidità d'azione.
I reparti guastatori del Regio Esercito furono ordinati in compagnie che successivamente vennero riunite in battaglioni. Elemento fondamentale era il plotone organizzato su due gruppi distruzione (ciascuno dotato di armamento individuale, bombe a mano, candelotti fumogeni, cariche allungate per aprire varchi e cariche speciali per la distruzione di feritoie e per il danneggiamento di cupole corazzate) e due gruppi sostegno (dotati di mitragliatrici e mortai da 45 mm.) Detto plotone era ritenuto capace di attaccare con successo un'opera dotata di 3-4 postazioni attive.
Per le divisioni paracadutisti e alpine furono costituiti, rispettivamente, battaglioni e compagnie guastatori speciali.
Costituisce uno degli sviluppi più giovani dell'Arma del Genio, celebre grazie alle gesta dei guastatori italiani nella battaglia di Ain el-Gazala, nella presa di Tobruk (dove per primi irruppero proprio i guastatori), a Marsa Matruh, e ad El Alamein in Africa settentrionale durante la seconda guerra mondiale. Celebri il XXXI battaglione guastatori comandato dal maggiore Paolo Caccia Dominioni, il 32º Battaglione Guastatori d'Africa e dl'VIII Battaglione guastatori paracadutisti.
Erano chiamati anche pionieri d'arresto i cui compiti erano quelli della "posa e della difesa attiva dei campi minati a protezione dell'avanzata nemica". Nel 1942 furono costituiti i XXX e XXXI Battaglioni guastatori del Genio alpino.

### Nell'Esercito italiano
Nel dopoguerra l'Esercito italiano nel 1948 ha l’idea della creazione di una nuova specialità, i pionieri d'arresto e ne vengono creati cinque battaglioni. Nel 1972 il Genio Pionieri d’arresto viene trasformato in "guastatori d'arresto". Con la ristrutturazione dell'esercito del 1975 resta un solo reparto: il XXXI Battaglione Guastatori d’Arresto, ridenominato 3º Battaglione Guastatori "Verbano".
I Guastatori hanno la loro insegna dagli anni settanta, costituita dalla mostrina in formato ridotto dell'Arma poggiata su sfondo bianco e rosso tagliato in diagonale, con il rosso nella metà bassa e interna della mostreggiatura; nella parte alta campeggia la granata nera con 5 lingue di fiamma rosse sormontate da un gladio.
Nel 1986 ha luogo un nuovo riordinamento dell’Arma del Genio e si ha una moltiplicazione dei reparti guastatori.
Si è quindi giunti alla recente introduzione nelle Brigate dell'Esercito di unità dell'Arma del Genio a livello di reggimento, in luogo delle preesistenti Compagnie Genio Guastatori.
Alla specialità guastatori, si aggiungono ulteriori specializzazioni come i guastatori alpini e i guastatori paracadutisti.

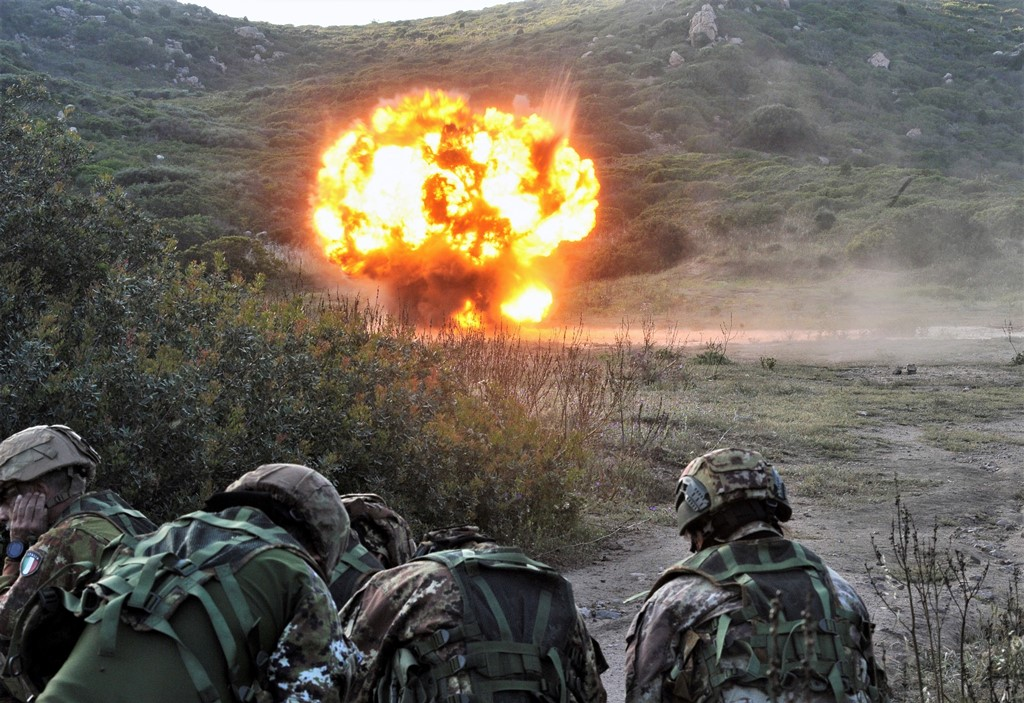
Guastatori dell'11º reggimento controllano un'esplosione

## Reggimenti italiani attuali
- Brigata alpina "Julia""
  - 2º Reggimento genio guastatori alpino
- Brigata Cavalleria "Pozzuolo del Friuli"
  - 3º Reggimento genio guastatori
- Brigata Meccanizzata "Aosta"
  - 4º Reggimento genio guastatori
- Brigata Meccanizzata "Sassari"
  - 5º Reggimento genio guastatori
- Brigata paracadutisti "Folgore"
  - 8º Reggimento genio guastatori paracadutisti "Folgore"
- Brigata Corazzata "Ariete"
  - 10º Reggimento genio guastatori
- Brigata Corazzata "Pinerolo"
  - 11º Reggimento genio guastatori
- Brigata Bersaglieri "Garibaldi"
  - 21º Reggimento genio guastatori
- Brigata alpina "Taurinense"
  - 32º Reggimento genio guastatori alpini

## Ordini di battaglia (1793 - 2001)

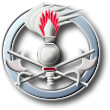
Fregio genio guastatori

Questi gli Ordini di battaglia (OdB) dei guastatori italiani.

### Regno di Sardegna
21 gennaio 1793
- Corpo dei guastatori (925 uomini)
  - 1º Battaglione guastatori
    - Stato maggiore
    - 1° Centuria guastatori
      - 1ª Compagnia guastatori
      - 2ª Compagnia guastatori

    - 2° Centuria guastatori
      - 3ª Compagnia guastatori
      - 4ª Compagnia guastatori

  - 2º Battaglione guastatori
    - Stato maggiore
    - 1° Centuria guastatori
      - 5ª Compagnia guastatori
      - 6ª Compagnia guastatori

    - 2° Centuria guastatori
      - 7ª Compagnia guastatori
      - 8ª Compagnia guastatori

### Regno d'Italia
1916
- Compagnie della morte

29 luglio 1940
- Scuola guastatori del genio (Campo dell'Oro - Civitavecchia)

10 agosto – 30 settembre 1940
- Scuola guastatori del genio (Campo dell'Oro - Civitavecchia)
  - 1º Corso guastatori
    - 1ª Compagnia guastatori "Giaguaro"
    - 2ª Compagnia guastatori "Lupo"
    - 7ª Compagnia guastatori "Tigre"
    - 8ª Compagnia guastatori "Leone"

5 ottobre – 18 novembre 1940
- 1ª Compagnia guastatori "Giaguaro"
- 2ª Compagnia guastatori "Lupo"
- 7ª Compagnia guastatori "Tigre"
- 8ª Compagnia guastatori "Leone"
- Scuola guastatori del genio (Campo dell'Oro - Civitavecchia)
  - 2º Corso guastatori
    - 3ª Compagnia guastatori "Folgore"
    - 4ª Compagnia guastatori "Uragano"
    - 5ª Compagnia guastatori "Tormenta"
    - 6ª Compagnia guastatori (sardi) "Teste Dure"
    - 9ª Compagnia guastatori Alpini "Valanga"

19 novembre 1940
- 1ª Compagnia guastatori "Giaguaro"
- 2ª Compagnia guastatori "Lupo"
- 7ª Compagnia guastatori "Tigre"
- 8ª Compagnia guastatori "Leone"
- 10ª armata
  - 3ª Compagnia guastatori "Folgore"
  - 4ª Compagnia guastatori "Uragano"
- 11º Reggimento genio
  - 5ª Compagnia guastatori "Tormenta"
  - 6ª Compagnia guastatori (sardi) "Teste Dure"
  - 9ª Compagnia guastatori Alpini "Valanga"

14 gennaio 1941
- 1ª Compagnia guastatori "Giaguaro"
- 2ª Compagnia guastatori "Lupo"
- 7ª Compagnia guastatori "Tigre"
- 8ª Compagnia guastatori "Leone"
- 10ª armata
  - 1º Raggruppamento speciale genio
    - Battaglione guastatori di Formazione
      - 3ª Compagnia guastatori "Folgore"
      - 4ª Compagnia guastatori "Uragano"
- 11º Reggimento genio
  - 5ª Compagnia guastatori "Tormenta"
  - 6ª Compagnia guastatori (sardi) "Teste Dure"
  - 9ª Compagnia guastatori Alpini "Valanga"
- 3º Reggimento paracadutisti
  - VIII Battaglione guastatori paracadutisti (motto: Rompo, Dirompo, Irrompo)
    - 22ª Compagnia guastatori paracadutisti
    - 23ª Compagnia guastatori paracadutisti
    - 24ª Compagnia guastatori paracadutisti

15 marzo 1941
- 1ª Compagnia guastatori "Giaguaro"
- 2ª Compagnia guastatori "Lupo"
- 7ª Compagnia guastatori "Tigre"
- 8ª Compagnia guastatori "Leone"
- 10ª armata
  - 1º Raggruppamento speciale genio
    - Battaglione guastatori di Formazione
      - 3ª Compagnia guastatori "Folgore"
      - 4ª Compagnia guastatori "Uragano"
- Deposito 4º Reggimento genio
  - XXX Battaglione guastatori (Verona) (motto: A noi vittoria è vita)
    - 5ª Compagnia guastatori "Tormenta"
    - 6ª Compagnia guastatori (sardi) "Teste Dure"
    - 9ª Compagnia guastatori Alpini "Valanga"
- 3º Reggimento paracadutisti
  - VIII Battaglione guastatori paracadutisti (motto: Rompo, Dirompo, Irrompo)
    - 22ª Compagnia guastatori paracadutisti
    - 23ª Compagnia guastatori paracadutisti
    - 24ª Compagnia guastatori paracadutisti

18 aprile 1941
- Deposito 4º Reggimento genio
  - XXX Battaglione guastatori (Verona) (motto: A noi vittoria è vita)
    - 5ª Compagnia guastatori "Tormenta"
    - 6ª Compagnia guastatori (sardi) "Teste Dure"
    - 9ª Compagnia guastatori Alpini "Valanga"
- XXXI Battaglione guastatori (Kastav) (1300 uomini)
  - 1ª Compagnia guastatori "Giaguaro"
  - 2ª Compagnia guastatori "Lupo"
  - 7ª Compagnia guastatori "Tigre"
  - 8ª Compagnia guastatori "Leone"
- 10 armata
  - 1º Raggruppamento speciale genio
    - Battaglione guastatori di Formazione
      - 3ª Compagnia guastatori "Folgore"
      - 4ª Compagnia guastatori "Uragano"
- 3º Reggimento paracadutisti
  - VIII Battaglione guastatori paracadutisti (motto: Rompo, Dirompo, Irrompo)
    - 22ª Compagnia guastatori paracadutisti
    - 23ª Compagnia guastatori paracadutisti
    - 24ª Compagnia guastatori paracadutisti

27 aprile 1941
- Deposito 4º Reggimento genio
  - XXX Battaglione guastatori (Verona, da giugno 1941 Udine) (motto: A noi vittoria è vita)
    - 5ª Compagnia guastatori "Tormenta"
    - 6ª Compagnia guastatori (sardi) "Teste Dure"
    - 9ª Compagnia guastatori Alpini "Valanga"
- XXXI Battaglione guastatori (Kastav) (1300 uomini)
  - 1ª Compagnia guastatori "Giaguaro"
  - 2ª Compagnia guastatori "Lupo"
  - 7ª Compagnia guastatori "Tigre"
  - 8ª Compagnia guastatori "Leone"
- 10 armata
  - 1º Raggruppamento speciale genio
    - Divisione “Ariete”
      - Battaglione guastatori di Formazione
        - 3ª Compagnia guastatori "Folgore" (motto: Varco!!!)

    - Divisione “Brescia”
      - Battaglione guastatori di Formazione
        - 4ª Compagnia guastatori "Uragano"
- 3º Reggimento paracadutisti
  - VIII Battaglione guastatori paracadutisti (motto: Rompo, Dirompo, Irrompo)
    - 22ª Compagnia guastatori paracadutisti
    - 23ª Compagnia guastatori paracadutisti
    - 24ª Compagnia guastatori paracadutisti

15 agosto 1941
- Deposito 4º Reggimento genio
  - XXX Battaglione guastatori (Ronchi dei Legionari) (motto: A noi vittoria è vita)
    - 5ª Compagnia guastatori "Tormenta"
    - 6ª Compagnia guastatori (sardi) "Teste Dure"
    - 9ª Compagnia guastatori Alpini "Valanga"
- XXXI Battaglione guastatori (Torino)
  - 1ª Compagnia guastatori "Giaguaro"
  - 2ª Compagnia guastatori "Lupo"
  - 7ª Compagnia guastatori "Tigre"
  - 8ª Compagnia guastatori "Leone"
- 10 armata
  - 1º Raggruppamento speciale genio
    - Divisione “Ariete”
      - XXXII Battaglione guastatori
        - 3ª Compagnia guastatori "Folgore" (motto: Varco!!!)

    - Divisione “Brescia”
      - XXXII Battaglione guastatori
        - 4ª Compagnia guastatori "Uragano"
- 3º Reggimento paracadutisti
  - VIII Battaglione guastatori paracadutisti (motto: Rompo, Dirompo, Irrompo)
    - 22ª Compagnia guastatori paracadutisti
    - 23ª Compagnia guastatori paracadutisti
    - 24ª Compagnia guastatori paracadutisti

27 agosto 1941
- Deposito 4º Reggimento genio
  - XXX Battaglione guastatori (Ronchi dei Legionari) (motto: A noi vittoria è vita)
    - 5ª Compagnia guastatori "Tormenta"
    - 6ª Compagnia guastatori (sardi) "Teste Dure"
    - 9ª Compagnia guastatori Alpini "Valanga"
- XXXI Battaglione guastatori (Torino)
  - 1ª Compagnia guastatori "Giaguaro"
  - 2ª Compagnia guastatori "Lupo"
  - 7ª Compagnia guastatori "Tigre"
  - 8ª Compagnia guastatori "Leone"
- XXI Corpo d'armata
  - 1º Raggruppamento speciale genio
    - XXXII Battaglione guastatori
      - 3ª Compagnia guastatori "Folgore" (motto: Varco!!!)
      - 4ª Compagnia guastatori "Uragano"
- 1ª Divisione paracadutisti (il 1º settembre 1941 nasce la in Tarquinia la 1ª divisione paracadutisti)
  - VIII Battaglione guastatori paracadutisti (motto: Rompo, Dirompo, Irrompo)
    - 22ª Compagnia guastatori paracadutisti
    - 23ª Compagnia guastatori paracadutisti
    - 24ª Compagnia guastatori paracadutisti

12 settembre 1941
- Deposito 4º Reggimento genio
  - XXX Battaglione guastatori (Ronchi dei Legionari) (motto: A noi vittoria è vita)
    - 5ª Compagnia guastatori "Tormenta"
    - 6ª Compagnia guastatori (sardi) "Teste Dure"
    - 9ª Compagnia guastatori Alpini "Valanga"
- XXXI Battaglione guastatori (Torino)
  - 1ª Compagnia guastatori "Giaguaro"
  - 2ª Compagnia guastatori "Lupo"
  - 7ª Compagnia guastatori "Tigre"
  - 8ª Compagnia guastatori "Leone"
- XXI Corpo d'armata
  - 1º Raggruppamento speciale genio
    - Divisione “Bologna”
      - XXXII Battaglione guastatori
        - 3ª Compagnia guastatori "Folgore" (motto: Varco!!!)
        - 4ª Compagnia guastatori "Uragano"
- 1ª Divisione paracadutisti
  - VIII Battaglione guastatori paracadutisti (motto: Rompo, Dirompo, Irrompo)
    - 22ª Compagnia guastatori paracadutisti
    - 23ª Compagnia guastatori paracadutisti
    - 24ª Compagnia guastatori paracadutisti

18 settembre 1941
- Deposito 4º Reggimento genio
  - XXX Battaglione guastatori (Ronchi dei Legionari) (motto: A noi vittoria è vita)
    - 5ª Compagnia guastatori "Tormenta"
    - 6ª Compagnia guastatori (sardi) "Teste Dure"
    - 9ª Compagnia guastatori Alpini "Valanga"
- XXI Corpo d'armata
  - XXXI Battaglione guastatori (El Adem)
    - 1ª Compagnia guastatori "Giaguaro"
    - 2ª Compagnia guastatori "Lupo"
    - 7ª Compagnia guastatori "Tigre"
    - 8ª Compagnia guastatori "Leone"
- XXI Corpo d'armata
  - 1º Raggruppamento speciale genio
    - Divisione “Bologna”
      - XXXII Battaglione guastatori
        - 3ª Compagnia guastatori "Folgore" (motto: Varco!!!)
        - 4ª Compagnia guastatori "Uragano"
- 1ª Divisione paracadutisti
  - VIII Battaglione guastatori paracadutisti (motto: Rompo, Dirompo, Irrompo)
    - 22ª Compagnia guastatori paracadutisti
    - 23ª Compagnia guastatori paracadutisti
    - 24ª Compagnia guastatori paracadutisti

18 novembre 1941
- Deposito 4º Reggimento genio
  - XXX Battaglione guastatori (Ronchi dei Legionari) (motto: A noi vittoria è vita)
    - 5ª Compagnia guastatori "Tormenta"
    - 6ª Compagnia guastatori (sardi) "Teste Dure"
    - 9ª Compagnia guastatori Alpini "Valanga"
- XXI Corpo d'armata
  - Divisione “Pavia”
    - XXXI Battaglione guastatori (Tobruk)
      - 1ª Compagnia guastatori "Giaguaro"
      - 8ª Compagnia guastatori "Leone"

  - Divisione “Bologna”
    - XXXI Battaglione guastatori (Tobruk)
      - 2ª Compagnia guastatori "Lupo"
      - 7ª Compagnia guastatori "Tigre"
- XXI Corpo d'armata
  - 1º Raggruppamento speciale genio
    - Divisione “Bologna”
      - XXXII Battaglione guastatori
        - 3ª Compagnia guastatori "Folgore" (motto: Varco!!!)
        - 4ª Compagnia guastatori "Uragano"
- 1ª Divisione paracadutisti
  - VIII Battaglione guastatori paracadutisti (motto: Rompo, Dirompo, Irrompo)
    - 22ª Compagnia guastatori paracadutisti
    - 23ª Compagnia guastatori paracadutisti
    - 24ª Compagnia guastatori paracadutisti

7 dicembre 1941
- Deposito 4º Reggimento genio
  - XXX Battaglione guastatori (Ronchi dei Legionari) (motto: A noi vittoria è vita)
    - 5ª Compagnia guastatori "Tormenta"
    - 6ª Compagnia guastatori (sardi) "Teste Dure"
    - 9ª Compagnia guastatori Alpini "Valanga"
- XXI Corpo d'armata
  - XXXI Battaglione guastatori (Ain el Gazala)
    - 1ª Compagnia guastatori "Giaguaro"
    - 2ª Compagnia guastatori "Lupo"
    - 7ª Compagnia guastatori "Tigre"
    - 8ª Compagnia guastatori "Leone"
- XXI Corpo d'armata
  - 1º Raggruppamento speciale genio
    - Divisione “Bologna”
      - XXXII Battaglione guastatori
        - 3ª Compagnia guastatori "Folgore" (motto: Varco!!!)
        - 4ª Compagnia guastatori "Uragano"
- 1ª Divisione paracadutisti
  - VIII Battaglione guastatori paracadutisti (motto: Rompo, Dirompo, Irrompo)
    - 22ª Compagnia guastatori paracadutisti
    - 23ª Compagnia guastatori paracadutisti
    - 24ª Compagnia guastatori paracadutisti

23 dicembre 1941
- Deposito 4º Reggimento genio
  - XXX Battaglione guastatori (Ronchi dei Legionari) (motto: A noi vittoria è vita)
    - 5ª Compagnia guastatori "Tormenta"
    - 6ª Compagnia guastatori (sardi) "Teste Dure"
    - 9ª Compagnia guastatori Alpini "Valanga"
- XXI Corpo d'armata
  - XXXI Battaglione guastatori (938 uomini)
    - 1ª Compagnia guastatori "Giaguaro" (congloba la 1° e la 2°)
    - 7ª Compagnia guastatori "Tigre"
    - 8ª Compagnia guastatori "Leone"
- XXI Corpo d'armata
  - 1º Raggruppamento speciale genio
    - Divisione “Bologna”
      - XXXII Battaglione guastatori
        - 3ª Compagnia guastatori "Folgore" (motto: Varco!!!)
        - 4ª Compagnia guastatori "Uragano"
- 1ª Divisione paracadutisti
  - VIII Battaglione guastatori paracadutisti (motto: Rompo, Dirompo, Irrompo)
    - 22ª Compagnia guastatori paracadutisti
    - 23ª Compagnia guastatori paracadutisti
    - 24ª Compagnia guastatori paracadutisti

17 marzo 1942
- Corpo d'armata Alpino
  - XXX Battaglione guastatori Alpini del genio (Brunico) (motto: A noi vittoria è vita)
    - 5ª Compagnia guastatori "Tormenta"
    - 6ª Compagnia guastatori (sardi) "Teste Dure"
    - 9ª Compagnia guastatori Alpini "Valanga"
- XXI Corpo d'armata
  - XXXI Battaglione guastatori
    - 1ª Compagnia guastatori "Giaguaro"
    - 7ª Compagnia guastatori "Tigre"
    - 8ª Compagnia guastatori "Leone"
- XXI Corpo d'armata
  - 1º Raggruppamento speciale genio
    - Divisione “Bologna”
      - XXXII Battaglione guastatori
        - 3ª Compagnia guastatori "Folgore" (motto: Varco!!!)
        - 4ª Compagnia guastatori "Uragano"
- 1ª Divisione paracadutisti
  - VIII Battaglione guastatori paracadutisti (motto: Rompo, Dirompo, Irrompo)
    - 22ª Compagnia guastatori paracadutisti
    - 23ª Compagnia guastatori paracadutisti
    - 24ª Compagnia guastatori paracadutisti

20 marzo 1942
- Corpo d'armata Alpino
  - XXX Battaglione guastatori Alpini del genio (Brunico) (motto: A noi vittoria è vita)
    - 6ª Compagnia guastatori "Tormenta"
    - 9ª Compagnia guastatori Alpini "Valanga"
- XXI Corpo d'armata
  - XXXI Battaglione guastatori (Villaggio Luigi di Savoia - Mingenes)
    - 1ª Compagnia guastatori "Giaguaro"
    - 7ª Compagnia guastatori "Tigre"
    - 8ª Compagnia guastatori "Leone"
- XXI Corpo d'armata
  - 1º Raggruppamento speciale genio
    - Divisione “Bologna”
      - XXXII Battaglione guastatori
        - 3ª Compagnia guastatori "Folgore" (motto: Varco!!!)
        - 4ª Compagnia guastatori "Uragano"
- Divisione Aviotrasportata “La Spezia”
  - 5ª Compagnia guastatori (sardi) "Teste Dure" (Carrara, Putignano)
- 1ª Divisione paracadutisti
  - VIII Battaglione guastatori paracadutisti (motto: Rompo, Dirompo, Irrompo)
    - 22ª Compagnia guastatori paracadutisti
    - 23ª Compagnia guastatori paracadutisti
    - 24ª Compagnia guastatori paracadutisti

Maggio 1942
- Corpo d'armata Alpino
  - XXX Battaglione guastatori Alpini del genio (Brunico) (motto: A noi vittoria è vita)
    - 6ª Compagnia guastatori "Tormenta"
    - 9ª Compagnia guastatori Alpini "Valanga"
- XXI Corpo d'armata
  - XXXI Battaglione guastatori (Tobruk) (motto: La va a pochi)
    - 1ª Compagnia guastatori "Giaguaro"

  - Divisione “Ariete”
    - XXXI Battaglione guastatori (Tobruk) (motto: La va a pochi)
      - 7ª Compagnia guastatori "Tigre"

  - Divisione “Trieste”
    - XXXI Battaglione guastatori (Tobruk) (motto: La va a pochi)
      - 8ª Compagnia guastatori "Leone"
- XXI Corpo d'armata
  - 1º Raggruppamento speciale genio
    - Divisione “Bologna”
      - XXXII Battaglione guastatori
        - 3ª Compagnia guastatori "Folgore" (motto: Varco!!!)
        - 4ª Compagnia guastatori "Uragano"
- Divisione Aviotrasportata “La Spezia”
  - 5ª Compagnia guastatori (sardi) "Teste Dure" (Carrara, Putignano)
- 1ª Divisione paracadutisti
  - VIII Battaglione guastatori paracadutisti (motto: Rompo, Dirompo, Irrompo)
    - 22ª Compagnia guastatori paracadutisti
    - 23ª Compagnia guastatori paracadutisti
    - 24ª Compagnia guastatori paracadutisti

15 maggio 1942
- Corpo d'armata Alpino
  - XXX Battaglione guastatori Alpini del genio (Brunico) (motto: A noi vittoria è vita)
    - 6ª Compagnia guastatori "Tormenta"
    - 9ª Compagnia guastatori Alpini "Valanga"
- XXI Corpo d'armata
  - XXXI Battaglione guastatori (Tobruk) (motto: La va a pochi)
    - 1ª Compagnia guastatori "Giaguaro"

  - Divisione “Ariete”
    - XXXI Battaglione guastatori (Tobruk) (motto: La va a pochi)
      - 7ª Compagnia guastatori "Tigre"

  - Divisione “Trieste”
    - XXXI Battaglione guastatori (Tobruk) (motto: La va a pochi)
      - 8ª Compagnia guastatori "Leone"
- XXI Corpo d'armata
  - 1º Raggruppamento speciale genio
    - XXXII Battaglione guastatori (263 uomini) (+11 agosto 1942)
      - 3ª Compagnia guastatori "Folgore" (motto: Varco!!!)
      - 4ª Compagnia guastatori "Uragano"
- Divisione Aviotrasportata “La Spezia”
  - 5ª Compagnia guastatori (sardi) "Teste Dure"
- 1ª Divisione paracadutisti (dal giugno 1943 la Divisione acquisirà185ª Divisione paracadutisti "Folgore"
  - VIII Battaglione guastatori paracadutisti (motto: Rompo, Dirompo, Irrompo)
    - 22ª Compagnia guastatori paracadutisti
    - 23ª Compagnia guastatori paracadutisti
    - 24ª Compagnia guastatori paracadutisti

Agosto 1942
- Corpo d'armata Alpino
  - XXX Battaglione guastatori Alpini del genio (Brunico) (motto: A noi vittoria è vita)
    - 6ª Compagnia guastatori "Tormenta"
    - 9ª Compagnia guastatori Alpini "Valanga"
- XXI Corpo d'armata
  - XXXI Battaglione guastatori (Tobruk) (motto: La va a pochi)
    - 1ª Compagnia guastatori "Giaguaro"

  - Divisione “Ariete”
    - XXXI Battaglione guastatori (Tobruk) (motto: La va a pochi)
      - 7ª Compagnia guastatori "Tigre"

  - Divisione “Trieste”
    - XXXI Battaglione guastatori (Tobruk) (motto: La va a pochi)
      - 8ª Compagnia guastatori "Leone"
- XXI Corpo d'armata
  - 1º Raggruppamento speciale genio
    - XXXII Battaglione guastatori (263 uomini) (+11 agosto 1942)
      - 3ª Compagnia guastatori "Folgore" (motto: Varco!!!)
      - 4ª Compagnia guastatori "Uragano"
- Divisione Aviotrasportata “La Spezia”
  - 5ª Compagnia guastatori (sardi) "Teste Dure"
- 30ª Compagnia guastatori Alpini (Brunico)
- 185ª Divisione paracadutisti "Folgore"
  - VIII Battaglione guastatori paracadutisti (motto: Rompo, Dirompo, Irrompo)
    - 22ª Compagnia guastatori paracadutisti
    - 24ª Compagnia guastatori paracadutisti

11 agosto 1942
- Corpo d'armata Alpino
  - XXX Battaglione guastatori Alpini del genio (Brunico) (motto: A noi vittoria è vita)
    - 6ª Compagnia guastatori "Tormenta"
    - 9ª Compagnia guastatori Alpini "Valanga"
- XXI Corpo d'armata
  - XXXI Battaglione guastatori (Tobruk) (motto: La va a pochi)
    - 1ª Compagnia guastatori "Giaguaro"

  - Divisione “Ariete”
    - XXXI Battaglione guastatori (Tobruk) (motto: La va a pochi)
      - 7ª Compagnia guastatori "Tigre"

  - Divisione “Trieste”
    - XXXI Battaglione guastatori (Tobruk) (motto: La va a pochi)
      - 8ª Compagnia guastatori "Leone"
- Divisione Aviotrasportata “La Spezia”
  - 5ª Compagnia guastatori (sardi) "Teste Dure"
- 30ª Compagnia guastatori Alpini (Brunico)
- 185ª Divisione paracadutisti "Folgore"
  - VIII Battaglione guastatori paracadutisti (motto: Rompo, Dirompo, Irrompo)
    - 22ª Compagnia guastatori paracadutisti
    - 24ª Compagnia guastatori paracadutisti

22 agosto 1942
- Corpo d'armata Alpino
  - XXX Battaglione guastatori Alpini del genio (Brunico) (motto: A noi vittoria è vita)
    - 6ª Compagnia guastatori "Tormenta"
    - 9ª Compagnia guastatori Alpini "Valanga"
- XXI Corpo d'armata
  - XXXI Battaglione guastatori (Tobruk) (motto: La va a pochi) (incorporati i 72 superstiti del XXXII)
    - 1ª Compagnia guastatori "Giaguaro"

  - Divisione “Ariete”
    - XXXI Battaglione guastatori (Tobruk) (motto: La va a pochi)
      - 7ª Compagnia guastatori "Tigre"

  - Divisione “Trieste”
    - XXXI Battaglione guastatori (Tobruk) (motto: La va a pochi)
      - 8ª Compagnia guastatori "Leone"
- Divisione Aviotrasportata “La Spezia”
  - 5ª Compagnia guastatori (sardi) "Teste Dure"
- 30ª Compagnia guastatori Alpini (Brunico)
- 185ª Divisione paracadutisti "Folgore"
  - VIII Battaglione guastatori paracadutisti (motto: Rompo, Dirompo, Irrompo)
    - 22ª Compagnia guastatori paracadutisti
    - 24ª Compagnia guastatori paracadutisti

24 agosto 1942
- Corpo d'armata Alpino
  - XXX Battaglione guastatori Alpini del genio (Brunico) (motto: A noi vittoria è vita)
    - 6ª Compagnia guastatori "Tormenta"
    - 9ª Compagnia guastatori Alpini "Valanga"
- XXI Corpo d'armata
  - XXXI Battaglione guastatori (motto: La va a pochi)
    - ½ 7ª Compagnia guastatori "Tigre"
    - 8ª Compagnia guastatori "Leone"

  - Divisione “Trento”
    - XXXI Battaglione guastatori (motto: La va a pochi)
      - 1ª Compagnia guastatori "Giaguaro"

  - Divisione “Bologna”
    - XXXI Battaglione guastatori (motto: La va a pochi)
      - ½ 7ª Compagnia guastatori "Tigre"
- Divisione Aviotrasportata “La Spezia”
  - 5ª Compagnia guastatori (sardi) "Teste Dure"
- 30ª Compagnia guastatori Alpini (Brunico)
- 185ª Divisione paracadutisti "Folgore"
  - VIII Battaglione guastatori paracadutisti (motto: Rompo, Dirompo, Irrompo)
    - 22ª Compagnia guastatori paracadutisti
    - 24ª Compagnia guastatori paracadutisti

31 agosto 1942
- Corpo d'armata Alpino
  - XXX Battaglione guastatori Alpini del genio (Brunico) (motto: A noi vittoria è vita)
    - 6ª Compagnia guastatori "Tormenta"
    - 9ª Compagnia guastatori Alpini "Valanga"
- XXI Corpo d'armata
  - XXXI Battaglione guastatori (motto: La va a pochi) (317 uomini)
    - 1ª Compagnia guastatori "Giaguaro"
    - 7ª Compagnia guastatori "Tigre"
    - 8ª Compagnia guastatori "Leone"
- Divisione Aviotrasportata “La Spezia”
  - 5ª Compagnia guastatori (sardi) "Teste Dure"
- 30ª Compagnia guastatori Alpini (Brunico)
- 185ª Divisione paracadutisti "Folgore"
  - VIII Battaglione guastatori paracadutisti (motto: Rompo, Dirompo, Irrompo)
    - 22ª Compagnia guastatori paracadutisti
    - 24ª Compagnia guastatori paracadutisti

16 ottobre 1942
- Corpo d'armata Alpino
  - XXX Battaglione guastatori Alpini del genio (Brunico) (motto: A noi vittoria è vita)
    - 6ª Compagnia guastatori "Tormenta"
    - 9ª Compagnia guastatori Alpini "Valanga"
- X Corpo d'armata
  - XXXI Battaglione guastatori (motto: La va a pochi) (610 uomini, con reintegri del 5º Reggimento genio (Banne))
    - 1ª Compagnia guastatori "Giaguaro"
    - 7ª Compagnia guastatori "Tigre"
    - 8ª Compagnia guastatori "Leone"

  - 185ª Divisione paracadutisti "Folgore"
    - VIII Battaglione guastatori paracadutisti (motto: Rompo, Dirompo, Irrompo)
      - 22ª Compagnia guastatori paracadutisti
      - 24ª Compagnia guastatori paracadutisti
- Divisione Aviotrasportata “La Spezia”
  - 5ª Compagnia guastatori (sardi) "Teste Dure"
- 30ª Compagnia guastatori Alpini (Banne)

16 ottobre 1942
- Corpo d'armata Alpino
  - XXX Battaglione guastatori Alpini del genio (Brunico) (motto: A noi vittoria è vita)
    - 6ª Compagnia guastatori "Tormenta"
    - 9ª Compagnia guastatori Alpini "Valanga"
- X Corpo d'armata
  - XXXI Battaglione guastatori (motto: La va a pochi)
    - 1ª Compagnia guastatori "Giaguaro"
    - 7ª Compagnia guastatori "Tigre"
    - 8ª Compagnia guastatori "Leone"

  - 185ª Divisione paracadutisti "Folgore"
    - VIII Battaglione guastatori paracadutisti (motto: Rompo, Dirompo, Irrompo)
      - 22ª Compagnia guastatori paracadutisti
      - 24ª Compagnia guastatori paracadutisti
- Divisione Aviotrasportata “La Spezia”
  - 5ª Compagnia guastatori (sardi) "Teste Dure"
- 30ª Compagnia guastatori Alpini (Banne)

5 novembre 1942
- Corpo d'armata Alpino
  - XXX Battaglione guastatori Alpini del genio (Brunico) (motto: A noi vittoria) (+ gennaio 1943) è vita)
    - 6ª Compagnia guastatori "Tormenta"
    - 9ª Compagnia guastatori Alpini "Valanga"
- X Corpo d'armata
  - XXXI Battaglione guastatori (motto: La va a pochi)
    - 1ª Compagnia guastatori "Giaguaro"
    - 7ª Compagnia guastatori "Tigre"
    - 185ª Divisione paracadutisti "Folgore"
      - VIII Battaglione guastatori paracadutisti (motto: Rompo, Dirompo, Irrompo). L'unità invitta come il resto "Folgore", dopo la battaglia di El Alamein si ritirò ordinatamente e i pochissimi leoni superstiti, non catturati dal nemico e riusciti a rientrare in patria, la 23ª Compagnia e le ricostituite 22^ bis e 24^ bis, diedero nuova vita al Battaglione che di li in avanti fu chiamato 8° Bis (non più guastatori) e inquadrato nel 185º Reggimento paracadutisti (ex 1°), "Nembo", costituita a Pisa il 1º novembre 1942.
- Divisione Aviotrasportata “La Spezia”
  - 5ª Compagnia guastatori (sardi) "Teste Dure"
- 30ª Compagnia guastatori Alpini (Banne)
- 184ª Divisione paracadutisti "Nembo"
  - CLXXXIV Battaglione guastatori paracadutisti
    - 1ª Compagnia guastatori paracadutisti
    - 2ª Compagnia guastatori paracadutisti

Gennaio 1943
- X Corpo d'armata
  - Divisione “Folgore”
    - XXXI Battaglione guastatori (Tunisi) (motto: La va a pochi)
      - 1ª Compagnia guastatori "Giaguaro"
      - 7ª Compagnia guastatori "Tigre"
- Divisione Aviotrasportata “La Spezia”
  - 5ª Compagnia guastatori (sardi) "Teste Dure"
- 30ª Compagnia guastatori Alpini (Banne)
- 184ª Divisione paracadutisti "Nembo"
  - CLXXXIV Battaglione guastatori paracadutisti
    - 1ª Compagnia guastatori paracadutisti
    - 2ª Compagnia guastatori paracadutisti
    - 3ª Compagnia guastatori paracadutisti

Febbraio 1943
- X Corpo d'armata
  - XXXI Battaglione guastatori (Tunisi) (motto: La va a pochi)
    - 1ª Compagnia guastatori "Giaguaro"
    - 7ª Compagnia guastatori "Tigre"
- Divisione Aviotrasportata “La Spezia”
  - 5ª Compagnia guastatori (sardi) "Teste Dure"
- 30ª Compagnia guastatori Alpini (Gorizia)
- 184ª Divisione paracadutisti "Nembo"
  - CLXXXIV Battaglione guastatori paracadutisti
    - 1ª Compagnia guastatori paracadutisti
    - 2ª Compagnia guastatori paracadutisti
    - 3ª Compagnia guastatori paracadutisti

5 marzo 1943
- X Corpo d'armata
  - XXXI Battaglione guastatori (Tunisi) (motto: La va a pochi)
    - 1ª Compagnia guastatori "Giaguaro"
    - 7ª Compagnia guastatori "Tigre"
- Divisione Aviotrasportata “La Spezia”
  - Colonna “Capri”
    - 125º Reggimento
      - 5ª Compagnia guastatori (sardi) "Teste Dure"
- 30ª Compagnia guastatori Alpini (Gorizia)
- 184ª Divisione paracadutisti "Nembo"
  - CLXXXIV Battaglione guastatori paracadutisti
    - 1ª Compagnia guastatori paracadutisti
    - 2ª Compagnia guastatori paracadutisti
    - 3ª Compagnia guastatori paracadutisti

Marzo 1943
- X Corpo d'armata
  - Divisioni “Pistoia” e “La Spezia”
    - XXXI Battaglione guastatori (Mareth) (motto: La va a pochi)
      - 1ª Compagnia guastatori "Giaguaro"
      - 7ª Compagnia guastatori "Tigre"
- Divisione Aviotrasportata “La Spezia”
  - Colonna “Capri”
    - 125º Reggimento
      - 5ª Compagnia guastatori (sardi) "Teste Dure" (59 uomini al + 13 maggio 1943)
- 30ª Compagnia guastatori Alpini (Gorizia)
- 184ª Divisione paracadutisti "Nembo"
  - CLXXXIV Battaglione guastatori paracadutisti
    - 1ª Compagnia guastatori paracadutisti
    - 2ª Compagnia guastatori paracadutisti
    - 3ª Compagnia guastatori paracadutisti

7 aprile 1943
- X Corpo d'armata
  - Divisioni “Pistoia” e “La Spezia”
    - XXXI Battaglione guastatori (Mareth) (motto: La va a pochi)
      - 1ª Compagnia guastatori "Giaguaro"
      - 7ª Compagnia guastatori "Tigre"
- Divisione Aviotrasportata “La Spezia”
  - Colonna “Capri”
    - 125º Reggimento
      - 5ª Compagnia guastatori (sardi) "Teste Dure" (59 uomini al + 13 maggio 1943)
- 5º Reggimento genio (Banne)
  - 30ª Compagnia guastatori Alpini (Banne) (+ aprile 1943)
- 184ª Divisione paracadutisti "Nembo"
  - CLXXXIV Battaglione guastatori paracadutisti
    - 1ª Compagnia guastatori paracadutisti
    - 2ª Compagnia guastatori paracadutisti
    - 3ª Compagnia guastatori paracadutisti

Aprile 1943
- X Corpo d'armata
  - Divisioni “Pistoia” e “La Spezia”
    - XXXI Battaglione guastatori (Mareth) (motto: La va a pochi)
      - 1ª Compagnia guastatori "Giaguaro"
      - 7ª Compagnia guastatori "Tigre"
- Divisione Aviotrasportata “La Spezia”
  - Colonna “Capri”
    - 125º Reggimento
      - 5ª Compagnia guastatori (sardi) "Teste Dure" (59 uomini al + 13 maggio 1943)
- 184ª Divisione paracadutisti "Nembo"
  - CLXXXIV Battaglione guastatori paracadutisti
    - 1ª Compagnia guastatori paracadutisti
    - 2ª Compagnia guastatori paracadutisti
    - 3ª Compagnia guastatori paracadutisti

Aprile 1943
- X Corpo d'armata
  - Divisioni “Pistoia” e “La Spezia”
    - XXXI Battaglione guastatori (Mareth) (motto: La va a pochi)
      - 1ª Compagnia guastatori "Giaguaro"
      - 7ª Compagnia guastatori "Tigre"
- Divisione Aviotrasportata “La Spezia”
  - Colonna “Capri”
    - 125º Reggimento
      - 5ª Compagnia guastatori (sardi) "Teste Dure" (59 uomini al + 13 maggio 1943)
- III Brigata Alpini
  - 30° Bis Compagnia guastatori Alpini (Volzana d'Isonzo) (195 uomini)
- 184ª Divisione paracadutisti "Nembo"
  - CLXXXIV Battaglione guastatori paracadutisti
    - 1ª Compagnia guastatori paracadutisti
    - 2ª Compagnia guastatori paracadutisti
    - 3ª Compagnia guastatori paracadutisti

Maggio 1943
- I armata
  - XXXI Battaglione guastatori (Enfidaville) (motto: La va a pochi) (+ 13 maggio 1943)
    - 1ª Compagnia guastatori "Giaguaro"
    - 7ª Compagnia guastatori "Tigre"
- III Brigata Alpini
  - 30° Bis Compagnia guastatori Alpini (Volzana d'Isonzo)
- 184ª Divisione paracadutisti "Nembo"
  - CLXXXIV Battaglione guastatori paracadutisti
    - 1ª Compagnia guastatori paracadutisti
    - 2ª Compagnia guastatori paracadutisti
    - 3ª Compagnia guastatori paracadutisti

13 maggio 1943
- III Brigata Alpini
  - 30° Bis Compagnia guastatori Alpini (Volzana d'Isonzo)
- VI armata
  - 11ª Compagnia guastatori (Gibellina) (181 uomini)
- 184ª Divisione paracadutisti "Nembo"
  - CLXXXIV Battaglione guastatori paracadutisti
    - 1ª Compagnia guastatori paracadutisti
    - 2ª Compagnia guastatori paracadutisti
    - 3ª Compagnia guastatori paracadutisti

Giugno 1943
- III Brigata Alpini
  - 30° Bis Compagnia guastatori Alpini (Volzana d'Isonzo) (+ 31 luglio 1943)
- Reggimento Granatieri di Sardegna
  - 10ª Compagnia guastatori “Santa Barbara” (Isola d'Elba)
- VI armata
  - 11ª Compagnia guastatori (Prizzi)
- 184ª Divisione paracadutisti "Nembo"
  - CLXXXIV Battaglione guastatori paracadutisti
    - 1ª Compagnia guastatori paracadutisti
    - 2ª Compagnia guastatori paracadutisti
    - 3ª Compagnia guastatori paracadutisti

12 luglio 1943
- III Brigata Alpini
  - 30° Bis Compagnia guastatori Alpini (Volzana d'Isonzo)
- Reggimento Granatieri di Sardegna
  - 10ª Compagnia guastatori “Santa Barbara” (Isola d'Elba)
- VI armata
  - 11ª Compagnia guastatori (Enna) (+ 13 luglio 1943)
- 184ª Divisione paracadutisti "Nembo"
  - CLXXXIV Battaglione guastatori paracadutisti
    - 1ª Compagnia guastatori paracadutisti
    - 2ª Compagnia guastatori paracadutisti
    - 3ª Compagnia guastatori paracadutisti

13 luglio 1943
- III Brigata Alpini
  - 30° Bis Compagnia guastatori Alpini (Volzana d'Isonzo) (+ 31 luglio 1943)
- Reggimento Granatieri di Sardegna
  - 10ª Compagnia guastatori “Santa Barbara” (Isola d'Elba)
- 184ª Divisione paracadutisti "Nembo"
  - CLXXXIV Battaglione guastatori paracadutisti
    - 1ª Compagnia guastatori paracadutisti
    - 2ª Compagnia guastatori paracadutisti
    - 3ª Compagnia guastatori paracadutisti

1º agosto 1943
- 5º Reggimento genio (Banne)
  - XXXI Battaglione guastatori Alpini (Asiago) (1153 uomini)
    - 1ª Compagnia guastatori “Giaguaro” (già 30° Bis)
- Reggimento Granatieri di Sardegna
  - 10ª Compagnia guastatori “Santa Barbara” (Piombino, Livorno) (+ 8 settembre 1943)
- 184ª Divisione paracadutisti "Nembo"
  - CLXXXIV Battaglione guastatori paracadutisti
    - 1ª Compagnia guastatori paracadutisti
    - 2ª Compagnia guastatori paracadutisti
    - 3ª Compagnia guastatori paracadutisti

8 settembre 1943
- 5º Reggimento genio (Banne)
  - XXXI Battaglione guastatori Alpini (Asiago) (1153 uomini) (+ 13 settembre 1943)
    - 1ª Compagnia guastatori “Giaguaro” (già 30° Bis)
- 184ª Divisione paracadutisti "Nembo"
  - CLXXXIV Battaglione guastatori paracadutisti
    - 1ª Compagnia guastatori paracadutisti
    - 2ª Compagnia guastatori paracadutisti
    - 3ª Compagnia guastatori paracadutisti

### Regno d'Italia post 8 settembre 1943
- 184ª Divisione paracadutisti "Nembo"
  - CLXXXIV Battaglione guastatori paracadutisti
    - 1ª Compagnia guastatori paracadutisti
    - 2ª Compagnia guastatori paracadutisti
    - 3ª Compagnia guastatori paracadutisti

22 gennaio 1944
- 184ª Divisione paracadutisti "Nembo"
  - CLXXXIV Battaglione guastatori paracadutisti
    - 1ª Compagnia guastatori paracadutisti
    - 2ª Compagnia guastatori paracadutisti
    - 3ª Compagnia guastatori paracadutisti
- 870º Nucleo Speciale guastatori (Manduria) (53 uomini)

Sciolti il 24 settembre 1944.
Marzo 1945
- Gruppo di Combattimento “Friuli”
  - 870º Nucleo Speciale guastatori
- Gruppo di Combattimento "Folgore"
  - 184º battaglione misto genio

### Repubblica Sociale Italiana
post settembre 1943
- Battaglione guastatori Alpini “Valanga” (Pavia)

9 aprile 1944
- X MAS
  - Battaglione guastatori “Tarigo” (Pavia) (già “Valanga”)

Luglio 1944
- X MAS
  - Battaglione guastatori Alpini “Valanga” (Pavia) (+ 29 aprile 1945)

### Nella Repubblica Italiana
Post 1948
- Divisione “Legnano”
  - Compagnia Pionieri Mitragliatori

1º settembre 1950
- V Corpo d'armata
  - Comando genio
    - I Battaglione genio pionieri d'arresto (Orcenico Superiore di Zoppola)
      - Comando
      - Plotone Comando
      - 1ª Compagnia pionieri d'arresto
      - 2ª Compagnia pionieri d'arresto

1º maggio 1951
- V Corpo d'armata
  - Comando genio
    - I Battaglione genio pionieri d'arresto (Orcenico Superiore di Zoppola)
      - Comando
      - Plotone Comando
      - 1ª Compagnia pionieri d'arresto
      - 2ª Compagnia pionieri d'arresto

    - II Battaglione genio pionieri d'arresto (Conegliano Veneto)
      - Comando
      - Plotone Comando
      - 1ª Compagnia pionieri d'arresto
      - 2ª Compagnia pionieri d'arresto

    - III Battaglione genio pionieri d'arresto (Latisana)
      - Comando
      - Plotone Comando
      - 1ª Compagnia pionieri d'arresto (Orcenico Superiore di Zoppola)
      - 2ª Compagnia pionieri d'arresto

20 giugno 1953
- V Corpo d'armata
  - Comando genio
    - I Battaglione genio pionieri d'arresto (Orcenico Superiore di Zoppola)
      - Comando
      - Plotone Comando
      - 1ª Compagnia pionieri d'arresto
      - 2ª Compagnia pionieri d'arresto

    - II Battaglione genio pionieri d'arresto (Conegliano Veneto)
      - Comando
      - Plotone Comando
      - 1ª Compagnia pionieri d'arresto
      - 2ª Compagnia pionieri d'arresto

    - III Battaglione genio pionieri d'arresto (Latisana)
      - Comando
      - Plotone Comando
      - 1ª Compagnia pionieri d'arresto (Orcenico Superiore di Zoppola)
      - 2ª Compagnia pionieri d'arresto
- IV Battaglione genio pionieri d'arresto (Bolzano)
  - Comando
  - Plotone Comando
  - 1ª Compagnia pionieri d'arresto
  - 2ª Compagnia pionieri d'arresto

10 novembre 1953
- V Corpo d'armata
  - Comando genio
    - I Battaglione genio pionieri d'arresto (Orcenico Superiore di Zoppola)
      - Comando
      - Plotone Comando
      - 1ª Compagnia pionieri d'arresto
      - 2ª Compagnia pionieri d'arresto

    - II Battaglione genio pionieri d'arresto (Conegliano Veneto)
      - Comando
      - Plotone Comando
      - 1ª Compagnia pionieri d'arresto
      - 2ª Compagnia pionieri d'arresto

    - III Battaglione genio pionieri d'arresto (Latisana)
      - Comando
      - Plotone Comando
      - 1ª Compagnia pionieri d'arresto (Orcenico Superiore di Zoppola)
      - 2ª Compagnia pionieri d'arresto
- IV Battaglione genio pionieri d'arresto (Vipiteno)
  - Comando
  - Plotone Comando
  - 1ª Compagnia pionieri d'arresto
  - 2ª Compagnia pionieri d'arresto

20 gennaio 1954
- V Corpo d'armata
  - Comando genio
    - I Battaglione genio pionieri d'arresto (Orcenico Superiore di Zoppola)
      - Comando
      - Plotone Comando
      - 1ª Compagnia pionieri d'arresto
      - 2ª Compagnia pionieri d'arresto

    - II Battaglione genio pionieri d'arresto (Conegliano Veneto)
      - Comando
      - Plotone Comando
      - 1ª Compagnia pionieri d'arresto
      - 2ª Compagnia pionieri d'arresto

    - III Battaglione genio pionieri d'arresto (Latisana)
      - Comando
      - Plotone Comando
      - 1ª Compagnia pionieri d'arresto (Orcenico Superiore di Zoppola)
      - 2ª Compagnia pionieri d'arresto
- IV Battaglione genio pionieri d'arresto (Vipiteno)
  - Comando
  - Plotone Comando
  - 1ª Compagnia pionieri d'arresto
  - 2ª Compagnia pionieri d'arresto
- V Battaglione genio pionieri d'arresto (Vipiteno)
  - Comando
  - Plotone Comando
  - 1ª Compagnia pionieri d'arresto
  - 2ª Compagnia pionieri d'arresto

1º aprile 1954
- V Corpo d'armata
  - Comando genio
    - 3º Raggruppamento genio (Conegliano Veneto)
      - I Battaglione genio pionieri d'arresto (Orcenico Superiore di Zoppola)
        - Comando
        - Plotone Comando
        - 1ª Compagnia pionieri d'arresto
        - 2ª Compagnia pionieri d'arresto

      - II Battaglione genio pionieri d'arresto (Conegliano Veneto)
        - Comando
        - Plotone Comando
        - 1ª Compagnia pionieri d'arresto
        - 2ª Compagnia pionieri d'arresto

      - III Battaglione genio pionieri d'arresto (Latisana)
        - Comando
        - Plotone Comando
        - 1ª Compagnia pionieri d'arresto (Orcenico Superiore di Zoppola)
        - 2ª Compagnia pionieri d'arresto
- IV Battaglione genio pionieri d'arresto (Vipiteno)
  - Comando
  - Plotone Comando
  - 1ª Compagnia pionieri d'arresto
  - 2ª Compagnia pionieri d'arresto
- 2º Raggruppamento genio
  - V Battaglione genio pionieri d'arresto (Vipiteno)
    - Comando
    - Plotone Comando
    - 1ª Compagnia pionieri d'arresto
    - 2ª Compagnia pionieri d'arresto

20 aprile 1954
- V Corpo d'armata
  - Comando genio
    - 3º Raggruppamento genio (Conegliano Veneto)
      - I Battaglione genio pionieri d'arresto (Orcenico Superiore di Zoppola)
        - Comando
        - Plotone Comando
        - 1ª Compagnia pionieri d'arresto
        - 2ª Compagnia pionieri d'arresto

      - II Battaglione genio pionieri d'arresto (Conegliano Veneto)
        - Comando
        - Plotone Comando
        - 1ª Compagnia pionieri d'arresto
        - 2ª Compagnia pionieri d'arresto

      - III Battaglione genio pionieri d'arresto (Latisana)
        - Comando
        - Plotone Comando
        - 1ª Compagnia pionieri d'arresto (Orcenico Superiore di Zoppola)
        - 2ª Compagnia pionieri d'arresto
- 2º Raggruppamento genio
  - IV Battaglione genio pionieri d'arresto (Bolzano)
    - Comando
    - Plotone Comando
    - 1ª Compagnia pionieri d'arresto
    - 2ª Compagnia pionieri d'arresto

  - V Battaglione genio pionieri d'arresto (Vipiteno)
    - Comando
    - Plotone Comando
    - 1ª Compagnia pionieri d'arresto
    - 2ª Compagnia pionieri d'arresto

1º luglio 1954
- V Corpo d'armata
  - Comando genio
    - 3º Raggruppamento genio (Conegliano Veneto)
      - I Battaglione genio pionieri d'arresto (Orcenico Superiore di Zoppola)
        - Comando
        - Plotone Comando
        - 1ª Compagnia pionieri d'arresto
        - 2ª Compagnia pionieri d'arresto

      - II Battaglione genio pionieri d'arresto (Conegliano Veneto)
        - Comando
        - Plotone Comando
        - 1ª Compagnia pionieri d'arresto
        - 2ª Compagnia pionieri d'arresto

      - III Battaglione genio pionieri d'arresto (Latisana)
        - Comando
        - Plotone Comando
        - 1ª Compagnia pionieri d'arresto (Orcenico Superiore di Zoppola)
        - 2ª Compagnia pionieri d'arresto

      - V Battaglione genio pionieri d'arresto (Orcenico Superiore di Zoppola)
        - Comando
        - Plotone Comando
        - 1ª Compagnia pionieri d'arresto
        - 2ª Compagnia pionieri d'arresto
- 2º Raggruppamento genio
  - IV Battaglione genio pionieri d'arresto (Bolzano)
    - Comando
    - Plotone Comando
    - 1ª Compagnia pionieri d'arresto
    - 2ª Compagnia pionieri d'arresto

1º aprile 1955
- V Corpo d'armata
  - Comando genio
    - 3º Reggimento genio pionieri d'arresto (Conegliano Veneto) (motto: Arresto e distruggo)
      - I Battaglione genio pionieri d'arresto (Orcenico Superiore di Zoppola)
        - Comando
        - Plotone Comando
        - 1ª Compagnia pionieri d'arresto
        - 2ª Compagnia pionieri d'arresto

      - II Battaglione genio pionieri d'arresto (Conegliano Veneto)
        - Comando
        - Plotone Comando
        - 1ª Compagnia pionieri d'arresto
        - 2ª Compagnia pionieri d'arresto

      - III Battaglione genio pionieri d'arresto (Latisana)
        - Comando
        - Plotone Comando
        - 1ª Compagnia pionieri d'arresto (Orcenico Superiore di Zoppola)
        - 2ª Compagnia pionieri d'arresto

      - V Battaglione genio pionieri d'arresto (Orcenico Superiore di Zoppola)
        - Comando
        - Plotone Comando
        - 1ª Compagnia pionieri d'arresto
        - 2ª Compagnia pionieri d'arresto
- 2º Reggimento genio
  - IV Battaglione genio pionieri d'arresto (Bolzano)
    - Comando
    - Plotone Comando
    - 1ª Compagnia pionieri d'arresto
    - 2ª Compagnia pionieri d'arresto

2 giugno 1955
- V Corpo d'armata
  - Comando genio
    - 3º Reggimento genio pionieri d'arresto (Conegliano Veneto) (motto: Arresto e distruggo)
      - I Battaglione genio pionieri d'arresto (Orcenico Superiore di Zoppola)
        - Comando
        - Plotone Comando
        - 1ª Compagnia pionieri d'arresto
        - 2ª Compagnia pionieri d'arresto

      - II Battaglione genio pionieri d'arresto (Orcenico Superiore di Zoppola)
        - Comando
        - Plotone Comando
        - 1ª Compagnia pionieri d'arresto
        - 2ª Compagnia pionieri d'arresto

      - III Battaglione genio pionieri d'arresto (Latisana)
        - Comando
        - Plotone Comando
        - 1ª Compagnia pionieri d'arresto (Orcenico Superiore di Zoppola)
        - 2ª Compagnia pionieri d'arresto

      - V Battaglione genio pionieri d'arresto (Orcenico Superiore di Zoppola)
        - Comando
        - Plotone Comando
        - 1ª Compagnia pionieri d'arresto
        - 2ª Compagnia pionieri d'arresto
- 2º Reggimento genio
  - IV Battaglione genio pionieri d'arresto (Bolzano)
    - Comando
    - Plotone Comando
    - 1ª Compagnia pionieri d'arresto
    - 2ª Compagnia pionieri d'arresto

Novembre 1955
- V Corpo d'armata
  - Comando genio
    - 3º Reggimento genio pionieri d'arresto (Orcenico Superiore di Zoppola) (motto: Arresto e distruggo)
      - I Battaglione genio pionieri d'arresto (Orcenico Superiore di Zoppola)
        - Comando
        - Plotone Comando
        - 1ª Compagnia pionieri d'arresto
        - 2ª Compagnia pionieri d'arresto

      - II Battaglione genio pionieri d'arresto (Orcenico Superiore di Zoppola)
        - Comando
        - Plotone Comando
        - 1ª Compagnia pionieri d'arresto
        - 2ª Compagnia pionieri d'arresto

      - III Battaglione genio pionieri d'arresto (Latisana)
        - Comando
        - Plotone Comando
        - 1ª Compagnia pionieri d'arresto (Orcenico Superiore di Zoppola)
        - 2ª Compagnia pionieri d'arresto

      - V Battaglione genio pionieri d'arresto (Orcenico Superiore di Zoppola)
        - Comando
        - Plotone Comando
        - 1ª Compagnia pionieri d'arresto
        - 2ª Compagnia pionieri d'arresto
- 2º Reggimento genio
  - IV Battaglione genio pionieri d'arresto (Bolzano)
    - Comando
    - Plotone Comando
    - 1ª Compagnia pionieri d'arresto
    - 2ª Compagnia pionieri d'arresto

1960
- V Corpo d'armata
  - Comando genio
    - 3º Reggimento genio pionieri d'arresto (Orcenico Superiore di Zoppola) (motto: Arresto e distruggo)
      - I Battaglione genio pionieri d'arresto (Orcenico Superiore di Zoppola)
        - Comando
        - Plotone Comando
        - 1ª Compagnia pionieri d'arresto
        - 2ª Compagnia pionieri d'arresto

      - II Battaglione genio pionieri d'arresto (Orcenico Superiore di Zoppola)
        - Comando
        - Plotone Comando
        - 1ª Compagnia pionieri d'arresto
        - 2ª Compagnia pionieri d'arresto

      - III Battaglione genio pionieri d'arresto (San Vito al Tagliamento)
        - Comando
        - Plotone Comando
        - 1ª Compagnia pionieri d'arresto (Orcenico Superiore di Zoppola)
        - 2ª Compagnia pionieri d'arresto

      - V Battaglione genio pionieri d'arresto (Orcenico Superiore di Zoppola)
        - Comando
        - Plotone Comando
        - 1ª Compagnia pionieri d'arresto
        - 2ª Compagnia pionieri d'arresto
- 2º Reggimento genio
  - IV Battaglione genio pionieri d'arresto (Bolzano)
    - Comando
    - Plotone Comando
    - 1ª Compagnia pionieri d'arresto
    - 2ª Compagnia pionieri d'arresto

1963
- V Corpo d'armata
  - Comando genio
    - 3º Reggimento genio pionieri d'arresto (Orcenico Superiore di Zoppola) (motto: Arresto e distruggo)
      - I Battaglione genio pionieri d'arresto (Orcenico Superiore di Zoppola)
        - Comando
        - Plotone Comando
        - 1ª Compagnia pionieri d'arresto
        - 2ª Compagnia pionieri d'arresto

      - II Battaglione genio pionieri d'arresto (Orcenico Superiore di Zoppola)
        - Comando
        - Plotone Comando
        - 1ª Compagnia pionieri d'arresto
        - 2ª Compagnia pionieri d'arresto

      - III Battaglione genio pionieri d'arresto (Orcenico Superiore di Zoppola)
        - Comando
        - Plotone Comando
        - 1ª Compagnia pionieri d'arresto
        - 2ª Compagnia pionieri d'arresto

      - V Battaglione genio pionieri d'arresto (Orcenico Superiore di Zoppola)
        - Comando
        - Plotone Comando
        - 1ª Compagnia pionieri d'arresto
        - 2ª Compagnia pionieri d'arresto
- 2º Reggimento genio
  - IV Battaglione genio pionieri d'arresto (Bolzano)
    - Comando
    - Plotone Comando
    - 1ª Compagnia pionieri d'arresto
    - 2ª Compagnia pionieri d'arresto

16 gennaio 1964
- V Corpo d'armata
  - Comando genio
    - 3º Reggimento genio pionieri d'arresto (Orcenico Superiore di Zoppola) (motto: Arresto e distruggo)
      - I Battaglione genio pionieri d'arresto (Orcenico Superiore di Zoppola)
        - Comando
        - Plotone Comando
        - 1ª Compagnia pionieri d'arresto
        - 2ª Compagnia pionieri d'arresto

      - II Battaglione genio pionieri d'arresto (Orcenico Superiore di Zoppola)
        - Comando
        - Plotone Comando
        - 1ª Compagnia pionieri d'arresto
        - 2ª Compagnia pionieri d'arresto

      - III Battaglione genio pionieri d'arresto (Orcenico Superiore di Zoppola)
        - Comando
        - Plotone Comando
        - 1ª Compagnia pionieri d'arresto
        - 2ª Compagnia pionieri d'arresto

      - V Battaglione genio pionieri d'arresto (Orcenico Superiore di Zoppola)
        - Comando
        - Plotone Comando
        - 1ª Compagnia pionieri d'arresto
        - 2ª Compagnia pionieri d'arresto

31 maggio 1964
- V Corpo d'armata
  - Comando genio
    - 3º Reggimento genio pionieri d'arresto (Orcenico Superiore di Zoppola) (motto: Arresto e distruggo)
      - I Battaglione genio pionieri d'arresto (Orcenico Superiore di Zoppola)
        - Comando
        - Plotone Comando
        - 1ª Compagnia pionieri d'arresto
        - 2ª Compagnia pionieri d'arresto

      - II Battaglione genio pionieri d'arresto (Orcenico Superiore di Zoppola)
        - Comando
        - Plotone Comando
        - 1ª Compagnia pionieri d'arresto
        - 2ª Compagnia pionieri d'arresto

      - III Battaglione genio pionieri d'arresto (Orcenico Superiore di Zoppola)
        - Comando
        - Plotone Comando
        - 1ª Compagnia pionieri d'arresto
        - 2ª Compagnia pionieri d'arresto

1971
- V Corpo d'armata
  - Comando genio
    - 3º Reggimento genio pionieri d'arresto (Orcenico Superiore di Zoppola) (motto: Arresto e distruggo)
      - I Battaglione genio pionieri d'arresto (Orcenico Superiore di Zoppola)
        - Comando
        - Plotone Comando
        - 1ª Compagnia pionieri d'arresto
        - 2ª Compagnia pionieri d'arresto

      - II Battaglione genio pionieri d'arresto (Orcenico Superiore di Zoppola)
        - Comando
        - Plotone Comando
        - 1ª Compagnia pionieri d'arresto
        - 2ª Compagnia pionieri d'arresto

      - III Battaglione genio pionieri d'arresto (Orcenico Superiore di Zoppola)
        - Comando
        - Plotone Comando
        - 1ª Compagnia pionieri d'arresto
        - 2ª Compagnia pionieri d'arresto
        - 5ª Compagnia pionieri d'arresto Sperimentale

24 giugno 1972
- V Corpo d'armata
  - Comando genio
    - 3º Reggimento guastatori d'Arresto (Orcenico Superiore di Zoppola) (motto: Arresto e distruggo)
      - I Battaglione guastatori d'Arresto (Orcenico Superiore di Zoppola)
        - Comando
        - Plotone Comando
        - 1ª Compagnia guastatori d'Arresto
        - 2ª Compagnia guastatori d'Arresto

      - II Battaglione guastatori d'Arresto (Orcenico Superiore di Zoppola)
        - Comando
        - Plotone Comando
        - 1ª Compagnia guastatori d'Arresto
        - 2ª Compagnia guastatori d'Arresto

      - III Battaglione guastatori d'Arresto (Orcenico Superiore di Zoppola)
        - Comando
        - Plotone Comando
        - 1ª Compagnia guastatori d'Arresto
        - 2ª Compagnia guastatori d'Arresto
        - 5ª Compagnia guastatori d'Arresto Sperimentale

1º ottobre 1972
- V Corpo d'armata
  - Comando genio
    - 3º Reggimento guastatori d'Arresto (Orcenico Superiore di Zoppola) (motto: Arresto e distruggo)
      - XXX Battaglione guastatori d'Arresto (Orcenico Superiore di Zoppola) (già II)
        - Comando
        - Plotone Comando
        - 1ª Compagnia guastatori d'Arresto
        - 2ª Compagnia guastatori d'Arresto

      - XXXI Battaglione guastatori d'Arresto (Orcenico Superiore di Zoppola) (già III)
        - Comando
        - Plotone Comando
        - 1ª Compagnia guastatori d'Arresto
        - 2ª Compagnia guastatori d'Arresto

30 settembre 1975
- V Corpo d'armata
  - Comando genio
    - 3º Reggimento guastatori d'Arresto (Orcenico Superiore di Zoppola) (motto: Arresto e distruggo)
      - XXXI Battaglione guastatori d'Arresto (Orcenico Superiore di Zoppola)
        - Comando
        - Plotone Comando
        - 1ª Compagnia guastatori d'Arresto
        - 2ª Compagnia guastatori d'Arresto

31 dicembre 1975
- V Corpo d'armata
  - Comando genio
    - XXXI Battaglione guastatori d'Arresto (Orcenico Superiore di Zoppola)
      - Comando
      - Plotone Comando
      - 1ª Compagnia guastatori d'Arresto
      - 2ª Compagnia guastatori d'Arresto

1º gennaio 1976
- V Corpo d'armata
  - Comando genio
    - 3º Battaglione genio guastatori “Verbano” (Orcenico Superiore di Zoppola) (motto: Arresto e distruggo)
      - Compagnia Comando e Parco
      - 30ª Compagnia guastatori
      - 31ª Compagnia guastatori
      - 32ª Compagnia guastatori

26 luglio 1976
- V Corpo d'armata
  - Comando genio
    - 3º Battaglione genio guastatori “Verbano” (Udine) (motto: Arresto e distruggo)
      - Compagnia Comando e Parco
      - 30ª Compagnia guastatori
      - 31ª Compagnia guastatori
      - 32ª Compagnia guastatori

1º agosto 1986
- V Corpo d'armata
  - Comando genio
    - 3º Battaglione genio guastatori “Verbano” (Udine) (motto: Arresto e distruggo)
      - Compagnia Comando e Parco
      - 30ª Compagnia guastatori
      - 31ª Compagnia guastatori
      - 32ª Compagnia guastatori
- IV Corpo d'armata Alpino
  - 2º Battaglione genio guastatori “Iseo”
- 131º Battaglione genio guastatori “Ticino”
- 132º Battaglione genio guastatori “Livenza”
- 184º Battaglione guastatori “Santerno” (Villa Vicentina)
  - 1ª Compagnia guastatori paracadutisti
  - 2ª Compagnia guastatori paracadutisti
  - 3ª Compagnia guastatori paracadutisti

1º novembre 1986
- V Corpo d'armata
  - Comando genio
    - 3º Battaglione genio guastatori “Verbano” (Udine) (motto: Arresto e distruggo)
      - Compagnia Comando e Parco
      - 30ª Compagnia guastatori
      - 31ª Compagnia guastatori
      - 32ª Compagnia guastatori
- 3º Corpo d'armata
- IV Corpo d'armata Alpino
  - 2º Battaglione genio guastatori “Iseo”
  - 131º Battaglione genio guastatori “Ticino” (Novara)
- 132º Battaglione genio guastatori “Livenza”
- 184º Battaglione guastatori “Santerno” (Villa Vicentina)
  - 1ª Compagnia guastatori paracadutisti
  - 2ª Compagnia guastatori paracadutisti
  - 3ª Compagnia guastatori paracadutisti

1º aprile 1991
- V Corpo d'armata
  - Comando genio
    - 3º Battaglione genio guastatori “Verbano” (Udine) (motto: Arresto e distruggo)
      - Compagnia Comando e Parco
      - 30ª Compagnia guastatori
      - 31ª Compagnia guastatori
      - 32ª Compagnia guastatori
- IV Corpo d'armata Alpino
  - 2º Battaglione genio guastatori “Iseo”
- 3º Corpo d'armata
  - 131º Battaglione genio guastatori “Ticino” (Novara)
- 184º Battaglione guastatori “Santerno” (Villa Vicentina)
  - 1ª Compagnia guastatori paracadutisti
  - 2ª Compagnia guastatori paracadutisti
  - 3ª Compagnia guastatori paracadutisti

1º settembre 1992
- 3º Reggimento genio guastatori
  - 3º Battaglione “Verbano” (Udine) (motto: Arresto e distruggo)
    - 3º Battaglione genio guastatori “Verbano” (Udine) (motto: Arresto e distruggo)
      - Compagnia Comando e Parco
      - 30ª Compagnia guastatori
      - 31ª Compagnia guastatori
      - 32ª Compagnia guastatori
- IV Corpo d'armata Alpino
  - 2º Battaglione genio guastatori “Iseo”
- 3º Corpo d'armata
  - 131º Battaglione genio guastatori “Ticino” (Novara)
- 184º Battaglione guastatori “Santerno” (Villa Vicentina)
  - 1ª Compagnia guastatori paracadutisti
  - 2ª Compagnia guastatori paracadutisti
  - 3ª Compagnia guastatori paracadutisti

11 settembre 1992
- 3º Reggimento genio guastatori
  - 3º Battaglione “Verbano” (Udine) (motto: Arresto e distruggo)
    - 3º Battaglione genio guastatori “Verbano” (Udine) (motto: Arresto e distruggo)
      - Compagnia Comando e Parco
      - 30ª Compagnia guastatori
      - 31ª Compagnia guastatori
      - 32ª Compagnia guastatori
- 2º Reggimento genio guastatori
  - 2º Battaglione genio guastatori “Iseo”
- 3º Corpo d'armata
  - 131º Battaglione genio guastatori “Ticino” (Novara)
- 8º Reggimento genio guastatori
  - 184º Battaglione guastatori “Santerno” (Villa Vicentina)
    - 1ª Compagnia guastatori paracadutisti
    - 2ª Compagnia guastatori paracadutisti
    - 3ª Compagnia guastatori paracadutisti

16 agosto 1993
- 3º Reggimento genio guastatori
  - 3º Battaglione “Verbano” (Udine) (motto: Arresto e distruggo)
    - 3º Battaglione genio guastatori “Verbano” (Udine) (motto: Arresto e distruggo)
      - Compagnia Comando e Parco
      - 30ª Compagnia guastatori
      - 31ª Compagnia guastatori
      - 32ª Compagnia guastatori
- 2º Reggimento genio guastatori
  - 2º Battaglione genio guastatori “Iseo”
- 8º Reggimento guastatori
  - 184º Battaglione guastatori “Santerno” (Villa Vicentina)
    - 1ª Compagnia guastatori paracadutisti
    - 2ª Compagnia guastatori paracadutisti
    - 3ª Compagnia guastatori paracadutisti

1997
- Brigata Alpini "Julia"
  - 2º Reggimento genio guastatori
- Brigata Cavalleria "Pozzuolo del Friuli"
  - 3º Reggimento genio guastatori
- Brigata Meccanizzata "Aosta"
  - 4º Reggimento genio guastatori
- Brigata Meccanizzata "Sassari"
  - 5º Reggimento genio guastatori
- Brigata Corazzata "Ariete"
  - 10º Reggimento genio guastatori
- Brigata Corazzata "Pinerolo"
  - 11º Reggimento genio guastatori
- Brigata Bersaglieri "Garibaldi"
  - 21º Reggimento genio guastatori
- Brigata Alpini "Taurinense"
  - 32º Reggimento genio guastatori

2001
- Brigata Alpini "Julia"
  - 2º Reggimento genio guastatori
- Brigata Cavalleria "Pozzuolo del Friuli"
  - 3º Reggimento genio guastatori
- Brigata Meccanizzata "Aosta"
  - 4º Reggimento genio guastatori
- Brigata Meccanizzata "Sassari"
  - 5º Reggimento genio guastatori
- Brigata Corazzata "Ariete"
  - 10º Reggimento genio guastatori
- Brigata Corazzata "Pinerolo"
  - 11º Reggimento genio guastatori
- Brigata Bersaglieri "Garibaldi"
  - 21º Reggimento genio guastatori
- Brigata Alpini "Taurinense"
  - 32º Reggimento genio guastatori
- Brigata paracadutisti "Folgore"
  - 8º Battaglione guastatori paracadutisti (motto: Rompo, Dirompo, Irrompo)
    - 21ª Compagnia guastatori paracadutisti "Giaguari"
    - 22ª Compagnia guastatori paracadutisti "Angeli Neri"
    - 23ª Compagnia guastatori paracadutisti "Cinghiali"
    - 24ª Compagnia guastatori paracadutisti "Tigri"